# Lista serviciilor de imagini stradale
Aceasta este o listă de servicii de cartografiere online care oferă imagini panoramice sau stradale (street view), grupate în funcție de regiune.

## La nivel mondial
- Google Street View este cel mai cuprinzător serviciu de acest tip, oferind imagini din mai mult de 70 de țări din întreaga lume.
- Bing Maps Streetside este serviciul concurent de la Microsoft.
- Proiectul Mapillary se bazează pe crowdsourcing; el colectează imagini sub licență CC BY-SA de la utilizatorii aplicației.[1]
- OpenStreetView a fost creat de către Telenav și este foarte similar cu Mapillary atât prin utilizarea imaginilor de la utilizatori, cât și prin licențierea acestor imagini ca CC BY-SA.[2]

## Asia
- China: Tencent de la Tencent Maps offers imagini stradale din orașe precum Shenzhen, Shanghai, Beijing, Guangzhou, Nanjing, Suzhou, Fuzhou, Xiamen, Xi'an, Chengdu, Kunming, Wuhan, Lijiang, Dali, Sanya, Wuyuan, Ürümqi, Harbin, Changchun, Deșertul Gobi,  Lhasa și alte locuri izolate[3][4] și dorește să se extindă și în alte orașe.
  - Baidu oferă asemenea servicii pentru anumite orașe din China[5]
- India: Un seriviciu local numit WoNoBo (acum dispărul) oferea imagini din câteva orașe.[6][7]
- Japan: Location View, acum dispărut.
- Kazahstan: Compania ruseasă Yandex oferă imagini din Astana, Almaty și Karaganda.[8]
- Coreea de Sud: Daum Maps oferă imagini actualizate frecvent din majoritatea țării[9] Serviciul rival  Naver Maps oferă atât imagini stradale cât și aeriene din mare parte a țării.
- Thailanda: MapJack acoperă cu imagini sudul țării.[10]
- Coreea de Nord: Fotograful Aram Pan a creat un site numit DPRK 360 Arhivat în 31 mai 2014, la Wayback Machine. care oferă imagini panoramice din multe pucnte turistice.[11]

## Europa
- Belgia: CycloMedia oferă servicii plătite pentru Flandra la un nivel de precizie de 10 cm/pixel.
- Danemarca: CycloMedia oferă servicii plătite pentru Odense, Aarhus și Copenhaga la un nivel de precizie de 10 cm/pixel. Krak oferă propria versiune de street view în cele mai mari orașe daneze, inclusiv la Copenhaga, Odense și Aarhus.[12] Nokia Maps Arhivat în 24 martie 2012, la Biblioteca Națională și Universitară a Islandei sau HERE oferă imagini din Copenhaga.

- Franța: Mappy oferă imagini stradale din marile orașe din Franța, atât din centru cât și de la periferie.

- Germania: CycloMedia oferă servicii plătite pentru  50 de orașe din Germany la un nivel de precizie de 10 cm/pixel. Bing s-a retras de pe această piață în 2012 datorită problemelor de intimitate.[13]
- Ungaria: Compania românească NORC oferea imagini pentru Budapest, Debrecen, Győr, Miskolc, Szeged, Hajdúszoboszló, Siofok și malul Lacului Balaton. Site-ul nu mai funcționează din prima parte a lunii noiembrie 2013.[14]
- Kosovo: Lokacion.com Arhivat în 7 octombrie 2016, la Wayback Machine. oferă imagini din Pristina.[15]
- Olanda: CycloMedia oferă servicii plătite pentru Olanda la un nivel de precizie de 10 cm/pixel.
- Norvegia: CycloMedia oferă servicii plătite pentru Oslo, Bergen și Trondheim la un nivel de precizie de 10 cm/pixel. Site-ul norvegian Finn.no are propriul serviciu ce acoperă 12 orașe. Nokia Maps Arhivat în 24 martie 2012, la Biblioteca Națională și Universitară a Islandei sau HERE oferă imagini din Oslo.
- Polonia: CycloMedia oferă servicii plătite pentru Varșovia la un nivel de precizie de 10 cm/pixel. Site-ul polonez Zumi.pl oferă imagini din diferite orașe.[16]
- România: NORC, acum dispărut.
- Rusia: Cel mai mare motor de căutare din Rusia, Yandex, a lansat servicii de tip street view pe 9 septembrie 2009. Acestea acoperă peste 150 de orașe și conțin și imagini din balon pentru Sankt Petersburg.[17] [18]
- Suedia: EGmedia.se Arhivat în 26 iulie 2018, la Wayback Machine. și CycloMedia au acoperit cele mai mari orașe, Göteborg, Stockholm, Gävle și Malmö la un nivel de precizie de 10 cm/pixel.
- Elveția: GlobalVision a lansat platforma VideoStreetView în decembrie 2009. Proiectul acoperă întreaga țară și oferă imagini la 360° și hărți dinamice.[19]
- Turcia: Serviciul Yandex acoperă orașele Ankara, Istanbul, Bursa, İzmit, Kușadası, Didim, Izmir, Antalya, Alanya, Manavgat, Fethiye, Marmaris, Afyonkarahisar și altele.[20] Seriviciul local Dunya 360 acoperă orașul Göynük și câteva alte locuri.[21]
- Ucraina: Serviciul Yandex oferă imagini din Kiev, Odessa, Dnipropetrovsk, Kharkiv, Donetsk, Pripyat etc..
- Regatul Unit: Nokia Maps are imagini din Londra.  HERE/Yahoo! Maps are imagini din mai multe orașe. Eye2eye Software oferă panorame la 360 de grade sub marca Eye2eye Britain.

## America de Nord
- Statele unite ale americii: CycloMedia a capturat imagini la nivel stradal din mai multe mari zone metropolitane din SUA începând din 2013; este licențiat pentru afaceri și organizații guvernamentale și nu sunt disponibile pentru publicul larg.[22] Streetside, EveryScape și MapJack oferă vedere la stradă ale unor orașe.[10] Mapquest avut un street view serviciu numit 360 de Vedere,[23] care a fost întreruptă în August 2011.[necesită citare] AICI/Yahoo! Maps și Bing Maps oferă vedere la stradă din mai multe orașe din SUA. earthmine utilizează montate pe vehicule camera platforme pentru a captura imagini și tridimensională a datelor din mediul urban.

## America de Sud
- Argentina: Există doi concurenți argentinieni pe această piață: Mapplo, care susține a fi cel mai vechi serviciu de acest fel din America latină,[24] și Fotocalle, care susține că este primul serviciu din lume ce oferă imagini HD.[25]
- Chile: Publiguías a lansat un serviciu similar cu Google Street View în decembrie 2010, numit "Street Diving". În prezent, acesta oferă vederi din Providencia și Santiago communes, cu planuri de a îl extinde la alte comune în viitor.[26] XYGO lansat un serviciu street view în aprilie 2011,acoperind parțial șapte orașe.[27] Între timp acoperirea a crescut la peste 50 de orașe și promite ca în final să aibă acoperire pentru 240 de comune din Chile.[28]